# Macroteleia unica
Macroteleia unica är en stekelart som beskrevs av Muesebeck 1977. Macroteleia unica ingår i släktet Macroteleia och familjen Scelionidae. Inga underarter finns listade i Catalogue of Life.